# Красноголовик сосновый
Красноголовик сосновый — трубчатый гриб из рода Leccinum. Распространён в Европе. Был описан как новый вид Роем Уотлингом в 1961 году. Гриб съедобен. Микориза (особая связь грибов с растениями) связывает мицелий красноголовика соснового с корневыми системами сосны и толокнянки.